# Habenaria linearifolia
Habenaria linearifolia är en orkidéart som beskrevs av Carl Maximowicz. Habenaria linearifolia ingår i släktet Habenaria och familjen orkidéer. Inga underarter finns listade i Catalogue of Life.